# Cirripectes
Genre
Cirripectes est un genre de poissons osseux de la famille des Blenniidae.

## Liste d'espèces
Selon World Register of Marine Species (3 décembre 2014) :
- Cirripectes alboapicalis (Ogilby, 1899)
- Cirripectes alleni Williams, 1993
- Cirripectes auritus Carlson, 1981
- Cirripectes castaneus (Valenciennes, 1836)
- Cirripectes chelomatus Williams & Maugé, 1984
- Cirripectes filamentosus (Alleyne & MacLeay, 1877)
- Cirripectes fuscoguttatus Strasburg & Schultz, 1953
- Cirripectes gilberti Williams, 1988
- Cirripectes heemstraorum Williams, 2010
- Cirripectes hutchinsi Williams, 1988
- Cirripectes imitator Williams, 1985
- Cirripectes jenningsi Schultz, 1943
- Cirripectes kuwamurai Fukao, 1984
- Cirripectes obscurus (Borodin, 1927)
- Cirripectes perustus Smith, 1959
- Cirripectes polyzona (Bleeker, 1868)
- Cirripectes quagga (Fowler & Ball, 1924)
- Cirripectes randalli Williams, 1988
- Cirripectes springeri Williams, 1988
- Cirripectes stigmaticus Strasburg & Schultz, 1953
- Cirripectes vanderbilti (Fowler, 1938)
- Cirripectes variolosus (Valenciennes, 1836)
- Cirripectes viriosus Williams, 1988

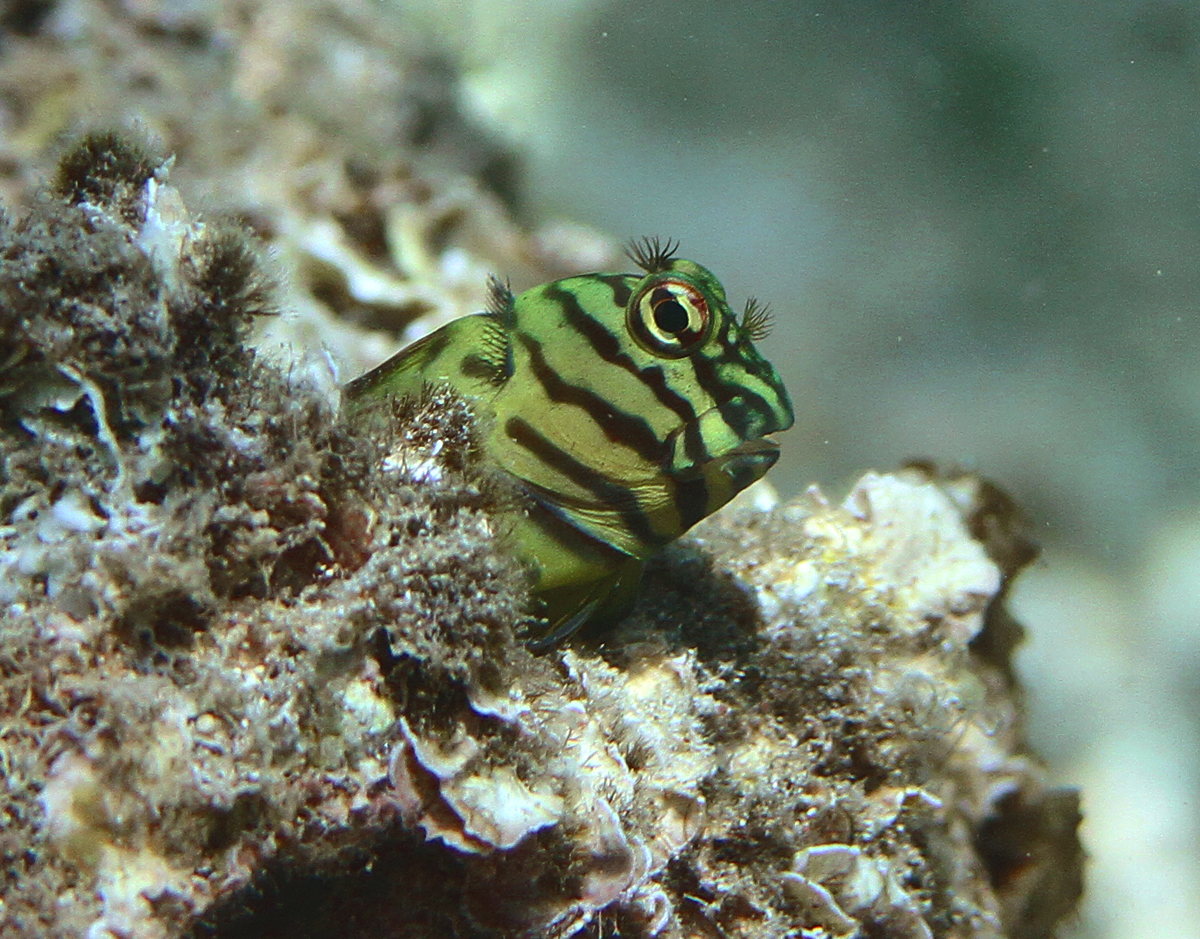
Cirripectes castaneus
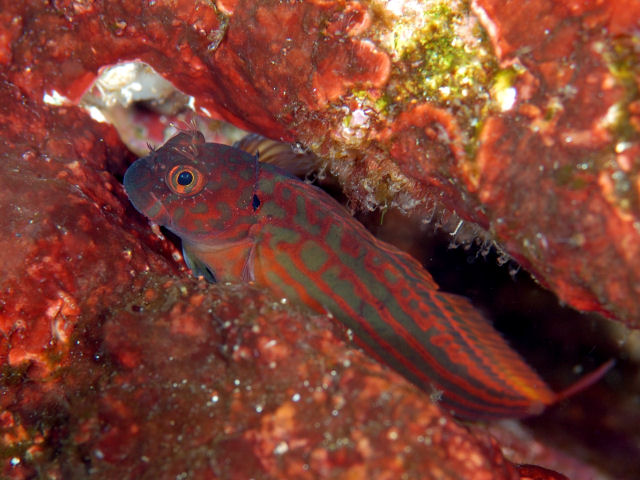
Cirripectes kuwamurai
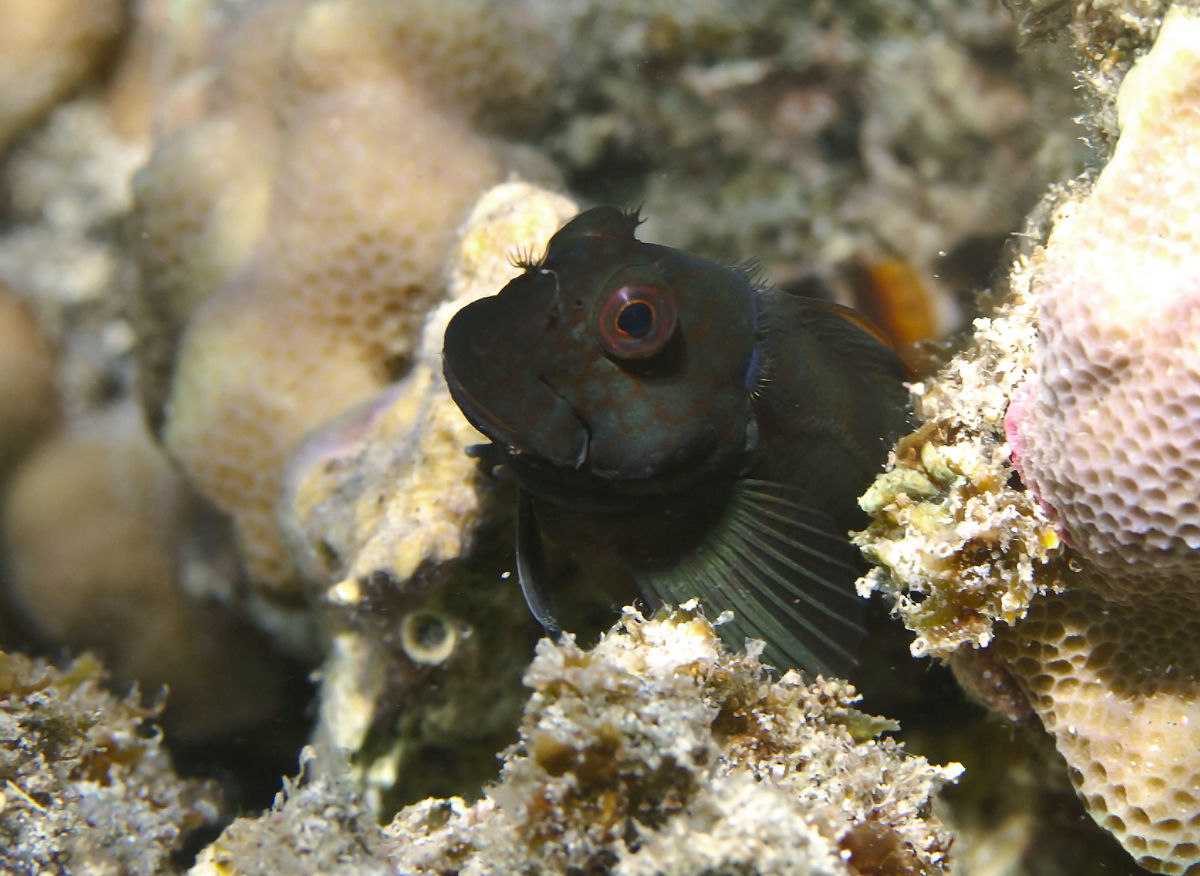
Cirripectes stigmaticus
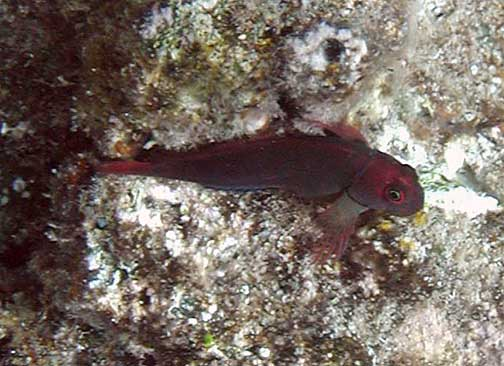
Cirripectes vanderbilti